# 斯氏角魴鮄
斯氏角魴鮄，為輻鰭魚綱鮋形目牛尾魚亞目角魚科的其中一種，分布於紅海的阿卡巴灣海域，棲息深度250-440公尺，體長可達15.3公分，為底棲性魚類，屬肉食性。

## 擴展閱讀
維基物種上的相關：斯氏角魴鮄